# Giessenlanden
Giessenlanden – dawna gmina w prowincji Holandia Południowa w Holandii. Gminę zniesiono 1 stycznia 2019, łącząc ją z gminą Molenwaard. Nowo powstała gmina nosi nazwę Molenlanden.

## Miejscowości
Arkel, Giessenburg, Giessen-Oudekerk, Hoogblokland, Hoornaar (siedziba gminy), Noordeloos, Schelluinen.